# Belonopsis obscura
Belonopsis obscura är en svampart som först beskrevs av Rehm, och fick sitt nu gällande namn av Aebi 1972. Belonopsis obscura ingår i släktet Belonopsis och familjen Dermateaceae.   Inga underarter finns listade i Catalogue of Life.
I den svenska databasen Dyntaxa används istället namnet Mollisia obscura för samma taxon.  Arten är reproducerande i Sverige.